# 皋狼県
皋狼県（こうろう-けん）は中華人民共和国山西省にかつて存在した県。現在の呂梁市方山県南部に相当する。
戦国時代は趙により設置された皋狼邑を前身とする。漢初に皋狼県が設置されたが、後漢末に南匈奴の支配下に入ると県制は廃止された。